# Ježíšovy modlitby

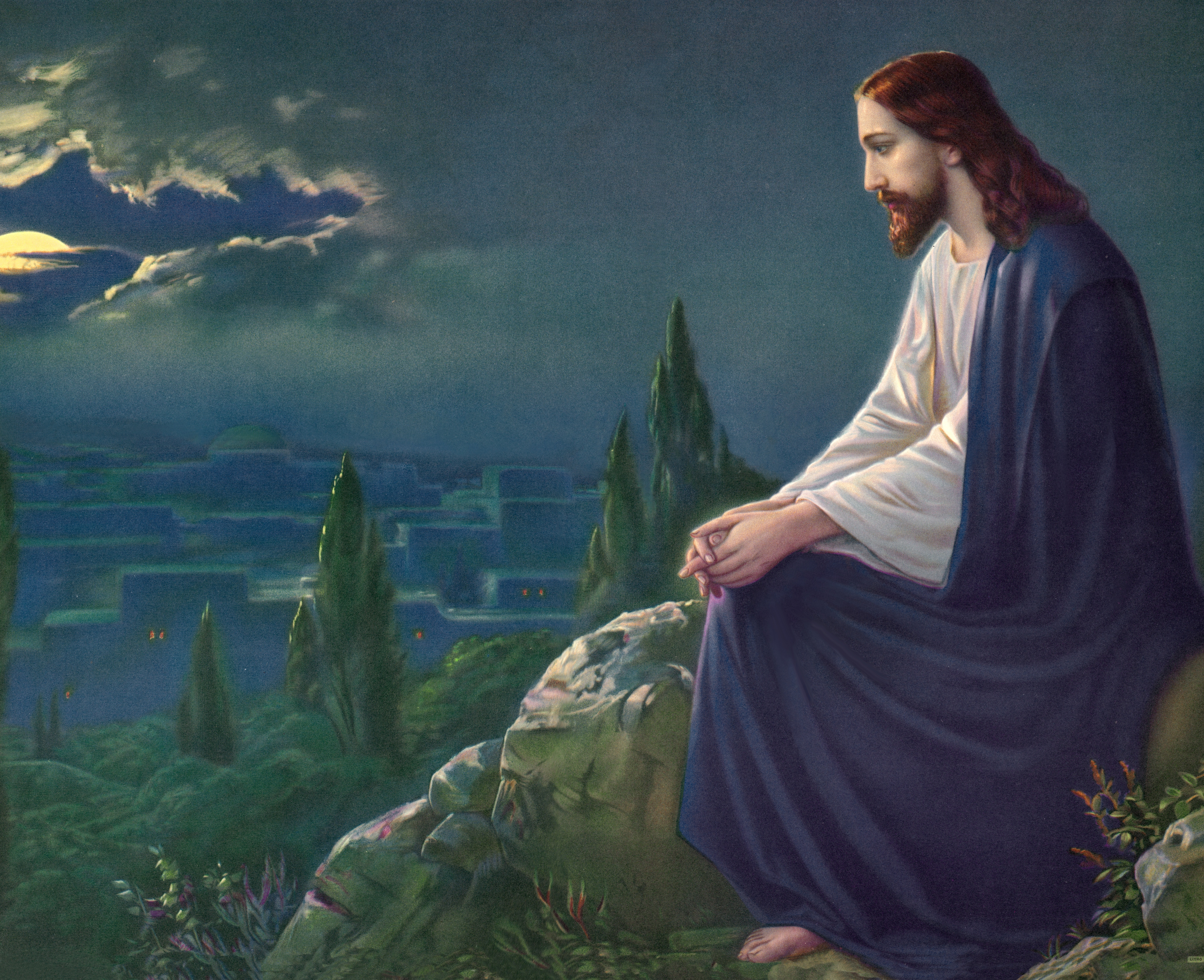
Kristus na Olivové hoře, Josef Untersberger

V kanonických evangeliích je několikrát popsáno, jak se Ježíš Kristus modlí k Bohu. 

## Zaznamenané modlitby
- Evangelia obsahují slova, která Ježíš pronesl v modlitbě:
- Děkujeme Bohu za jeho zjevení – Mt 11, 25 (Kral, ČEP); Lk 10, 21 (Kral, ČEP)
- Před vzkříšením Lazara – Jan 11, 41–42 (Kral, ČEP)
- „Otče, oslav své jméno“ – Jan 12, 28 (Kral, ČEP)
- Ježíšova modlitba – Jan 17 (Kral, ČEP)
- Tři modlitby v Getsemanské zahradě
- Tři modlitby na kříži:
  - „Otče, odpusť jim, neboť nevědí, co činí“ – Lk 23, 34 (Kral, ČEP)
  - „Bože můj, Bože můj, proč jsi mě opustil?“ – Mt 24, 7 (Kral, ČEP); Mt 27, 46 (Kral, ČEP); Mk 15, 34 (Kral, ČEP)
  - „Otče, do tvých rukou odevzdávám svého ducha“ – Lk 23, 46 (Kral, ČEP)

## Další zmínky o Ježíšově modlitbě
Mezi další zmínky o Ježíšově modlitbě patří: 
- Při křtu – Lk 3, 21 (Kral, ČEP)
- Pravidelný čas odchodu od zástupů – Lk 5, 16 (Kral, ČEP)
- Po večerním uzdravování lidí – Mk 1, 35 (Kral, ČEP)
- Před chozením po vodě – Mt 14, 23 (Kral, ČEP); Mk 6, 46 (Kral, ČEP); Jan 6, 15 (Kral, ČEP)
- Před volbou Dvanácti – Lk 6, 12 (Kral, ČEP)
- Před Petrovým vyznáním – Lk 9, 18 (Kral, ČEP)
- Při proměnění – Lk 9, 29 (Kral, ČEP)
- Předtím, než učil své učedníky modlitbě Páně – Lk 11, 1 (Kral, ČEP)
- Ježíš řekl, že se modlil za Petrovu víru – Lk 22, 32 (Kral, ČEP)

Kromě toho se Ježíš pomodlil před zázračnými nasyceními, při poslední večeři a při večeři v Emauzích. 
Reuben Archer Torrey uvádí, že Ježíš se modlil brzy ráno i celou noc, že se modlil před velkými událostmi svého života i po nich a že se modlil, „když byl život mimořádně rušný“.